# AMC (TV-kanal)
AMC är en amerikansk kabel-tv-kanal som primärt sänder långfilmer. AMC står ursprungligen för American Movie Classics men denna koppling har mer och mer övergetts i bolagets profil, då man numera har mer än filmer i sitt programutbud. Bolaget ägs av Rainbow Media, ett dotterbolag till kabel-tv-bolaget Cablevision, och har ca 94 miljoner kunder.

## Egna TV-produktioner
Under 2007 hade Mad Men, bolagets första egenproducerade TV-serie premiär. Serien handlar om reklammakare i New York under 1960-talet och har blivit belönad med två Golden Globes. I januari 2008 premiärsändes Breaking Bad som även den blivit väl mottagen av kritikerkåren. Under 2010 producerades The Walking Dead, som fortfarande sänds, och Rubicon, som dock lades ner efter en säsong.